# Тесса Ґіеле
Тесса Ґіеле (нід. Tessa Giele, 1 листопада 2002) — нідерландська плавчиня. Учасниця Чемпіонату світу з водних видів спорту 2022, де на дистанції 50 метрів батерфляєм посіла 19-те місце і не потрапила до півфіналів, в естафеті 4x100 метрів вільним стилем її збірна посіла 7-ме місце, а в змішаній естафеті 4x100 метрів вільним стилем - 4-те.